# Caterina Casas Maymó
Caterina Casas Maymó (Molins de Rey, 23 de noviembre de 1888-Molins de Rey, 10 de mayo de 1974) fue una política española, republicana, militante de Esquerra Republicana de Catalunya, pionera del municipalismo femenino y la primera concejala del Ayuntamiento de Molins de Rei. Sufrió la represión franquista y fue recluida en la Cárcel de Mujeres de Les Corts.

## Biografía
Nacida en Molins de Rey, era la hija mediana de Clara Maymó Castellet, ama de casa, y Bernadí Casas Canals, un paleta de oficio  que tuvieron otros dos hijos, Miquel y Agustí. En 1907 toda la familia se trasladó a Barcelona.
A principios de la década de 1920, se casó con Emili Sánchez Soler, maestro y músico. En una época de gran conflictividad social, agravada por las pérdidas económicas y humanas por la guerra del Rif, se produjo la enésima crisis política que el rey Alfonso XIII resolvió avalando la Dictadura de Primo de Rivera. Este prohibió la Mancomunidad de Cataluña, el movimiento obrero, y ordenó la supresión del derecho de asociación, de la libertad de prensa y del uso público de la lengua, la cultura y la bandera catalanas.
En 1928 el matrimonio Sánchez-Casas, que no tuvo hijos, volvió a Molins de Rey. Caterina trabajó con su hermano Agustín en el negocio de la venta, transporte y distribución de frutas y verduras.
El 12 de abril de 1931, tras unas elecciones municipales, cayó la monarquía española y se declaró la Segunda República española. En Molins de Rey ganó la Federación Obrera en coalición con la Unión Socialista de Cataluña. Ramón Canalias fue elegido alcalde con un ambicioso programa que incluía el derecho de huelga, la libertad sindical, la jornada de ocho horas, la prohibición del trabajo infantil, el descanso dominical, vacaciones y jubilación. En 1934 la Federación Obrera obtuvo la mayoría absoluta y fue proclamado alcalde Jaume Font i Guitart. Caterina Casas, que por primera vez había podido ejercer el voto, formó parte de la candidatura como suplente.
A diferencia de otros municipios, los Hechos de octubre de 1934 no afectaron al consistorio de Molins de Rey y en noviembre de 1935, durante el Bienio negro, el Centro Republicano Federal (creado en abril de 1930) se fusionó con el Centro Catalán Democrático, y tomó el nombre de Centro Federal de ERC.
El 16 de febrero de 1936, el Frente de Izquierdas ganó las elecciones y se restableció el Gobierno de la Generalidad Republicana con el presidente Lluís Companys al frente. A raíz del golpe de Estado del 18 de julio, Molins de Rei quedó bajo el control de un comité vinculado a la CNT-FAI de Hospitalet, liderado por Manuel Marín Mula, que optó por la revolución, marginando el gobierno local y sembrando el pánico y el desconcierto en la villa. En ese contexto, fue asesinado Francesc Sánchez, cuñado de Caterina Casas, músico y monje de Montserrat.
El 20 de octubre de 1934, después de meses de rencillas, se formó un nuevo consistorio compuesto por seis representantes de ERC, seis de la CNT, dos del PSUC - UGT y dos de La Unió de Rebassaires, con el alcalde Jaume Subirats de ERC y Caterina Casas como asesora de la Conselleria de Sanidad y Asistencia Social. El 27 de noviembre, después de una enésima crisis de gobierno, Casas fue designada consejera de Cultura y se convirtió en la primera mujer concejala de la historia de Molins de Rei.
A pesar de las vicisitudes de la guerra, el Ayuntamiento de Molins de Llobregat (nombre oficial del ayuntamiento durante la guerra) implementó su programa de progreso social y se adherió al Consejo de Escuela Nueva Unificada (Cenu) y el 17 de diciembre se creó el consejo Local de la Enseñanza primaria del cual Casas fue presidenta.
Al final de la guerra civil española, Miquel Casas, su hermano mayor, veterinario de profesión, comprometido con las izquierdas y miembro del Triángulo Llobregat de San Baudillo de Llobregat perteneciente a la Gran Logía Masónica de Cataluña, tuvo que exiliarse en Toulouse, Caterina Casas no se marchó y el 13 de febrero fue detenida y recluida en la Cárcel de mujeres de Les Corts, acusada de auxilio a la rebelión, de promocionar la escuela laica y atea y de ser cómplice del asesinato de su cuñado. Sometida a Consejo de Guerra, el fiscal pidió treinta años de cárcel, pero finalmente el abogado defensor logró la rebaja a doce años y un día. 
El 12 de julio de 1941 Caterina Casas obtuvo la libertad condicional con destierro en Valencia durante veinticinco meses. El 8 de marzo de 1944 le fue conmutada la pena original por seis años y un día. La libertad definitiva le llegó el 14 de febrero de 1945.
Ya no volvió a Molins de Rey; se estableció en Barcelona, donde ejerció su profesión comercial hasta su jubilación en 1969. Finalmente regresó con su sobrino a Molins de Rey, donde murió el 10 de mayo de 1974, siendo enterrada en el Cementerio Municipal de la población.

## Reconocimientos
La figura de Caterina Casas Maymó salió del olvido a partir de 1991, cuando Celia Cañelles la mencionó y su fotografía apareció en un artículo reivindicativo en la revista El Llaç, con motivo de los 800 años de Molins de Rei.
En 1996 el gobierno municipal, presidido por Josep Janés Tutusaus, acordó poner el nombre de mujeres destacadas en las calles del barrio de la Riera Nova y el primero fue el de Caterina Casas. A partir de 1999 la primera alcaldesa de la democracia, Antonia Castellana, y varios estudiosos fueron aportando nuevas informaciones.
En 2011, la sección local de Esquerra Republicana de Catalunya dio su nombre al nuevo local del partido en Molins de Rey. En 2024, con motivo del 50 aniversario de su fallecimiento, el Instituto Catalán de las Mujeres le rindió un homenaje a Casas y se realizó una exposición sobre su trayectoria.

## Premio Caterina Casas
En 2016, la sección local de ERC en Molins de Rey, creó el Premio Caterina Casas. Originalmente, los premios tenían dos categorías: un premio que distingue la defensa y promoción de los valores sociales, democráticos y republicanos y un segundo premio que reconoce la defensa y promoción de los valores nacionales. Después de tres ediciones, en 2019 se dejó de celebrar el premio, recuperándose de nuevo a partir de 2024, cuando se incorpora una tercera categoría que reconoce a un colectivo o entidad local.

### Premiados
| Ed. | Año  | Compromiso nacional                          | Compromiso social                                           | Entidad local                                       |
| --- | ---- | -------------------------------------------- | ----------------------------------------------------------- | --------------------------------------------------- |
| 1a  | 2016 | Muriel Casals y Couturier                    | Plataforma de Afectados por la Hipoteca de Molinos de Rey   | -                                                   |
| 2a  | 2017 | Carme Forcadell y Lluís                      | Proactiva Open Arms                                         | -                                                   |
| 3a  | 2018 | Asociación Catalana por los Derechos Civiles | Somos Energía                                               | -                                                   |
| 4a  | 2024 | Anna Simó y Castellón                        | Plataforma de Afectados por la Residencia de Molinos de Rey | Agrupación Folklórica de Molins de Rei, "la Agrupa" |